# Tanga (stad)

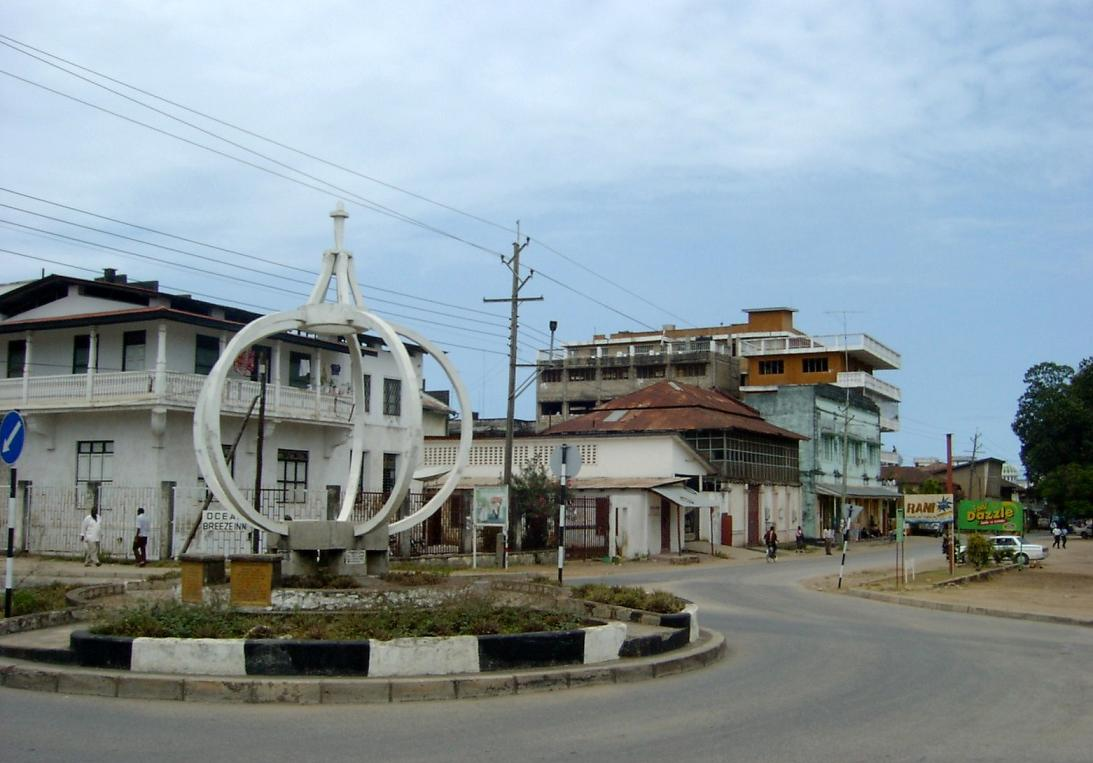
Centrala Tanga.

Tanga är en stad i nordöstra Tanzania. Den är administrativ huvudort för regionen Tanga och är Tanzanias nordligaste hamnstad vid Indiska oceanen. Staden är belägen några mil söder om gränsen till Kenya, och har förutom sin hamn en viktig järnvägsterminal, vilken kopplar ihop mycket av Tanzanias norra inland med havet. Järnvägslinjer går både till regionen Stora sjöarna och till största staden Dar es-Salaam.

## Stad och distrikt
Tangas sammanhängande, urbaniserade område täcker en yta av ungefär 60 km² och hade 172 557 invånare vid folkräkningen 2002, uppdelat på tolv urbana shehia samt delar av ytterligare fyra.
Staden är även huvudort för ett distrikt med samma namn, och som består av sammanlagt 24 shehia med totalt 290 965 invånare 2009 på en yta av 593,62 km². Den enda orten i distriktet som ligger utanför centrala Tanga är Pongwe, med 7 680 invånare 2002.